# Nicolás Maduro Guerra
Nicolás Ernesto Maduro Guerra (20 de março de 1990) é um político venezuelano e filho do Presidente da Venezuela, Nicolás Maduro. Desde 2021, Maduro Jr. é membro da Assembleia Nacional Venezuelana, o corpo legislativo unicameral da Venezuela.Ele serviu como Chefe do Corpo de Inspetores Especiais da Presidência e Coordenador da Escola Nacional de Cinema da Venezuela, nomeado por seu pai. Maduro Jr. também atuou em 2014 como delegado do Distrito Capital de El Valle no congresso do partido Partido Socialista Unido da Venezuela.

## Infância e educação
Maduro Guerra nasceu na Venezuela em 21 de junho de 1990. É filho do primeiro casamento de seu pai com Adriana Guerra Angulo. Quando criança, ele se interessava por artes e entre 1998 e 2004, foi flautista no programa El Sistema da Venezuela. Embora Maduro Guerra tenha buscado uma carreira na música, ele obteve 77 de 235 na lista de espera para a Universidade Experimental Nacional das Artes e decidiu abandonar a ideia. Suas notas no ensino médio "não foram extraordinárias", ele obteve 42,368% em aulas de leitura e 64,461% em matemática, concluindo o curso no Liceo Urbaneja Achelpohl School.
 Em 2011, ele começou trabalhando para o Ministério Público da Venezuela até que sua condição se tornou desconhecida entre a organização em 2014.

## Carreira política
A carreira política de Maduro Guerra começou logo após seu pai se tornar Presidente da Venezuela. Em 23 de setembro de 2013, foi nomeado por seu pai como Chefe do Corpo de Inspetores Especiais da Presidência, uma organização designada para observar os efeitos das políticas implementadas pelo Presidente da Venezuela. Em seu 24º aniversário, em 21 de junho de 2014, seu pai o nomeou novamente como Coordenador da Escola Nacional de Cinema da Venezuela. Antes de suas nomeações, Maduro Guerra tinha pouca experiência como político e nenhuma experiência em cinema.
Em 21 de julho de 2014, o PSUV realizou um congresso do partido e votou em Maduro Guerra para ser delegado do Distrito Capital de El Valle.

### Assembleia Constituinte

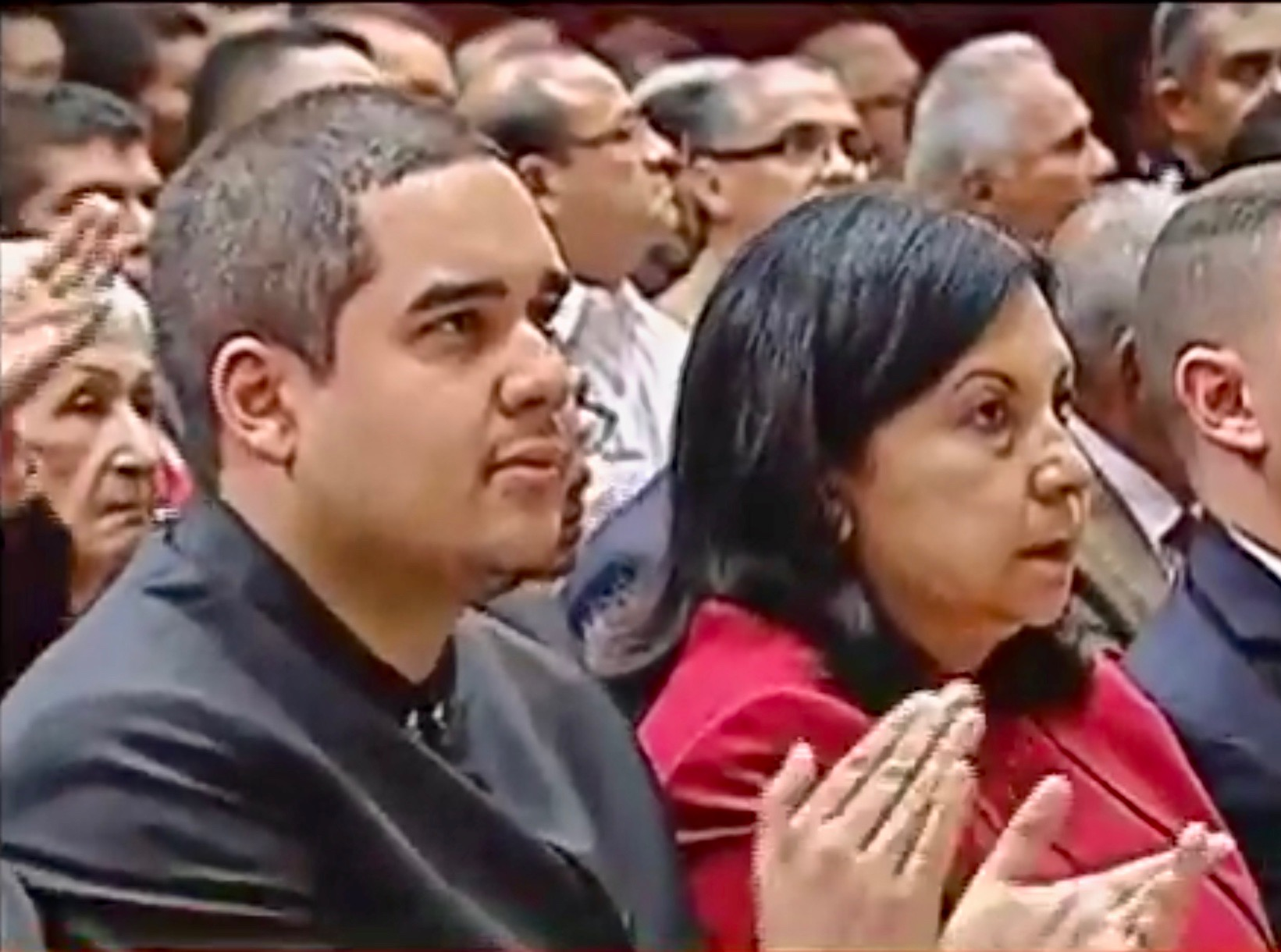
Maduro Guerra como membro da Assembleia Constituinte da Venezuela de 2017 ao lado de Carmen Meléndez.

Após a eleição da Assembleia Constituinte da Venezuela de 2017, Maduro Guerra foi eleito para a Assembleia Constituinte da Venezuela de 2017.
Em 11 de agosto de 2017, o presidente dos EUA Donald Trump disse que "não vai descartar uma opção militar" para enfrentar o governo de Nicolás Maduro e a crise crescente na Venezuela. Maduro Guerra respondeu, afirmando durante a 5ª sessão da Assembleia Constituinte da Venezuela que se os Estados Unidos atacassem a Venezuela, "os rifles chegariam a Nova York, Sr. Trump, nós chegaríamos e [até] levaríamos o Exército Branco House".

## Controvérsia

### Nepotismo
Seu pai, o presidente Maduro, e sua esposa Cilia Flores foram acusados de nepotismo por supostamente colocar membros da família em cargos no governo venezuelano.É falso que ele tenha muitos parentes na Assembleia.
Em 25 de janeiro de 2017, o presidente Maduro nomeou novamente seu filho como diretor de um cargo recém-criado, o Diretor Geral das Delegações Presidenciais e Instruções do Vice-Presidente, levantando mais alegações de nepotismo.